# Appontage
Sur un porte-avions, l'atterrissage s'appelle « appontage » et doit obéir à une technique d'atterrissage spécifique.

## Description
Les impératifs au cours de l'appontage sont :
- de toucher sur la petite surface qui permet l'accrochage d'un des trois ou quatre brins d'arrêt avec la crosse d'appontage de l'avion ;
- d'approcher à la masse minimale (peu de carburant) et à la vitesse la plus faible possible par rapport au pont[1] (le porte-avions devra naviguer à grande vitesse face au vent) et ce de manière à réduire l'énergie cinétique à absorber par le brin d'arrêt ({\displaystyle E={\frac {1}{2}}*m*V_{pont}^{2}}) et minimiser les effets de l'impact sur les trains d'atterrissage (vitesse verticale de l'avion : {\displaystyle V_{z}=V_{pont}*Sin(Angle_{approche})}.

Dans la mesure où la surface de toucher est extrêmement limitée, elle ne permet pas l'arrondi et le flottement d'un atterrissage classique qui ferait rater l'accrochage, ce qui explique l'importance de l'impact. D'autre part, en cas de non accrochage (sur réacteur), étant donné la faible longueur du pont et le délai entre le moment où le pilote pousse la manette des gaz et celui où les réacteurs atteignent leur poussée maximale, la remise de gaz ne peut réussir que si le pilote a remis pleine puissance au moment de l'impact, c'est-à-dire avant de savoir s'il a accroché ou pas. Le brin d'arrêt et ses freins hydrauliques sont donc calculés et réglés pour absorber ce supplément de poussée.
Les trains, bien que renforcés sur ces machines, doivent être ménagés en touchant à la vitesse la plus faible possible par rapport au pont. C'est pourquoi, pour recueillir ses avions, le porte-avions doit naviguer à grande vitesse face au vent, la vitesse du porte-avions additionnée à celle du vent se déduisant de la vitesse d'approche de l'avion. Comme on se pose sans réduire la puissance d'approche pour permettre la remise des gaz, il est nécessaire d'approcher à une vitesse proche du décrochage (une incidence), soit 1,1 Vstall au lieu des 1,3 Vs en approche avion classique (Vstall = Vs = velocity of stall en anglais), ce qui implique un suivi très précis de l'incidence et un pilotage au manche qui permet les corrections quasi instantanées pour rester à l'incidence/vitesse d'approche choisie. C'est donc avec la puissance moteur que le pilote va suivre les indications de l'optique d'appontage qui va permettre de suivre le plan de descente, là aussi, jusqu'à l'impact.
Aujourd'hui, il a été mis au point une « auto-manette » qui, enclenchée en finale, quand l'avion est stabilisé sur trajectoire, suit les mouvements du manche pour maintenir l'incidence/vitesse d'appontage choisie. Le pilote peut alors corriger sa pente au manche et laisser l'« auto-manette » maintenir la vitesse au moteur. On revient alors à la méthode d'approche générale.
En résumé, il y a une méthode générale (approche à 1,3 Vs, suivi du plan au manche et de la vitesse au moteur, arrondi et toucher « commercial » quand les longueurs de piste sont suffisantes -souvent-) ; mais certains impératifs ou particularismes commandent d'adapter cette méthode avec discernement voire d'en inventer une autre spécifique.

## Premières historiques

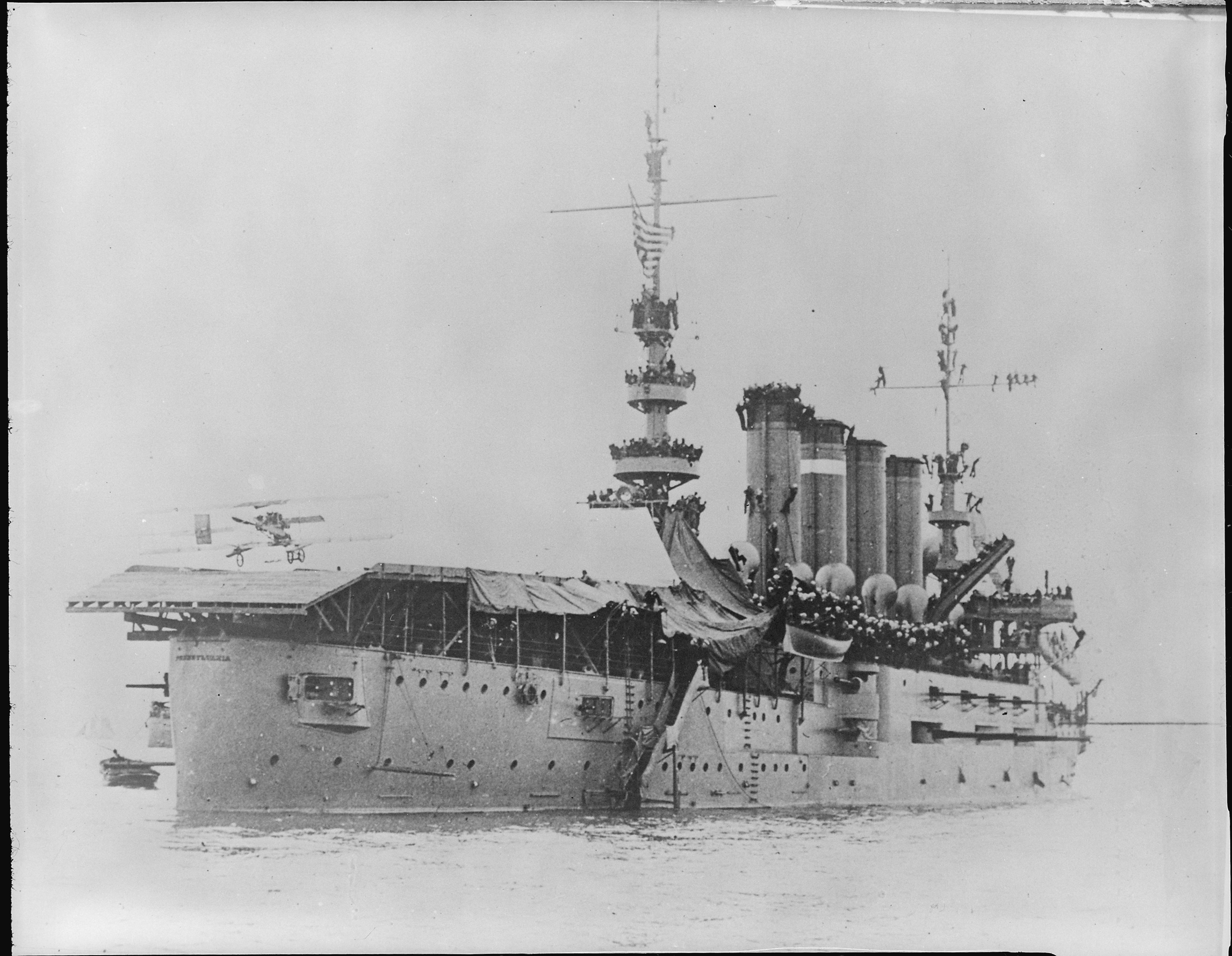
Appontage le 18 janvier 1911 sur le USS Pennsylvania (Armored Cruiser 4).

Le 18 janvier 1911, l’aviateur américain Eugene Ely pose son avion Curtiss Model D sur le pont de l'USS Pennsylvania.
Le premier appontage en France s’est déroulé le 20 octobre 1920 sur le pont du porte-avions Béarn, balisé d’une bande blanche. Le lieutenant de vaisseau Paul Teste aux commandes d’un Hanriot HD 2 monoplace termina son appontage en moins de 30 mètres.

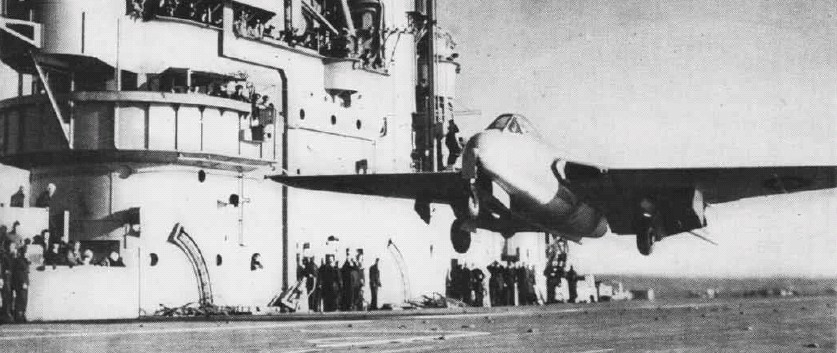
Un De Havilland Sea Vampire sur le pont du porte-avions HMS Ocean (R68) en décembre 1945.

Le premier appontage d'un appareil à réaction a été effectué par un De Havilland Sea Vampire piloté par le lieutenant Commander Eric M. Brown, qui décolla et se reposa plusieurs fois sur le pont du porte-avion Ocean au large de Portsmouth entre les 3 et 6 décembre 1945.